# Helicia sellae-montis
Helicia sellae-montis är en tvåhjärtbladig växtart som beskrevs av Herman Otto Sleumer. Helicia sellae-montis ingår i släktet Helicia och familjen Proteaceae. Inga underarter finns listade i Catalogue of Life.